# Exalbidion sexmaculatum
Exalbidion sexmaculatum is een spinnensoort in de taxonomische indeling van de kogelspinnen (Theridiidae).
Het dier behoort tot het geslacht Exalbidion. De wetenschappelijke naam van de soort werd voor het eerst geldig gepubliceerd in 1884 door Eugen von Keyserling.